# Philipp Heerwagen
Philipp Heerwagen est un footballeur allemand né le 13 avril 1983 à Kelheim. Il évolue au poste de gardien de but.

## Palmarès
Vierge